# نانوایی در بروکلین
نانوایی در بروکلین (انگلیسی: Bakery in Brooklyn) یک کمدی رمانتیک اسپانیایی-آمریکایی است که در سال ۲۰۱۶ منتشر شد.

## گزیدهٔ بازیگران
- ایمی تیگاردن
- کریستا رودریگز
- ارنی سابلا
- بلانکا سوآرس
- وارد هورتون
- لیندا لوین
- جاش پایس